# 獅鷲輕型坦克
獅鷲輕型坦克是通用动力陆地系统公司（GDLS）为美国陆军开发的一系列装甲战车。  獅鷲是ASCOD AFV 系列的衍生型，也是由 GDLS 设计的。 

## 型號

### 獅鷲驗證車
在 AUSA 2016 年會上，通用動力公司推出了 120 毫米獅鷲輕型坦克技術演示器 (TD)，作為美國陸軍移动防护火力(MPF) 計劃。 MPF是一種輕型履帶式車輛，旨在為步兵旅戰鬥隊提供大口徑直射火力支援。 AUSA展示的Griffin I的底盤來自英國Scout SV計劃（現在稱為Ajax），但它只有六個負重輪。 焊接鋁製砲塔配備由陸軍研究、開發和工程中心開發的120毫米XM360輕型火砲。 XM360火砲是作為已取消的未來作戰系統（FCS）計劃的一部分而開發的。 

### 獅鷲二代

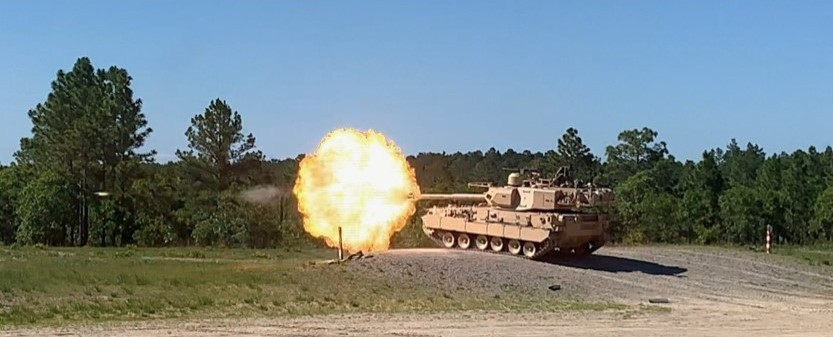
美国陆军试验期间，移动防护火力狮鹫二代發射105 毫米口径M35火炮

獅鷲二代是在陸軍的機動防護火力車（MPF）下提供的。下提供的。 根據該計劃的口徑要求，它配備了一門105毫米M35坦克炮和重新設計的底盤。    2018 年 12 月，GDLS被淘汰，後與BAE Systems合作開發原型車。 GDLS 於 2020 年 4 月推出了第一個原型。  GDLS 於 2020 年 4 月推出了首個原型機。BAE 的 M8 AGS 提案於 2022 年 3 月被取消資格。
2022年6月，GDLS贏得移動防護火力計劃競賽，獲得價值高達11.4億美元的合同。   2023年6月，2023年6月，MPF被正式命名為M10布克，以參謀軍士布克命名。  
2025年5月2日，美國國防部宣布取消M10布克的採購計畫。計畫取消時，陸軍已接收了約80輛M10。這些M10布克未來預計將會封存或出售給國外買家。

### 獅鷲三代
獅鷲三代在阿拉巴马州亨茨维尔舉辦的 2018 年年美國陸軍協會博覽會上首次亮相。它是在陸軍選擇性有人駕駛戰車（OMFV）計劃下提供的，後面有六輛裝備齊全的步兵運載選項。該版本雖然重量與 Griffin II 相似，但主砲口徑從 105 毫米縮小為 50 毫米 XM913 火砲系統。它配備了以色列軍事工業的鐵拳主動保護系統 (APS) 以及航空環境公司的彈簧刀無人機遊蕩彈藥系統。